# Haverbeck (Bispingen)
Haverbeck ist ein Ortsteil der Gemeinde Bispingen im Landkreis Heidekreis in der Lüneburger Heide in Niedersachsen. Er besteht aus den Heidedörfern Niederhaverbeck und Oberhaverbeck. Der Ortsteil liegt inmitten weitläufiger Heidelandschaften und ist stark touristisch geprägt.

## Geografie
In Haverbeck leben 80 Einwohner (Stand 30. Juni 2012). Der Ort hat eine Gemarkungsfläche von rund 18 km² und
liegt an der Landesstraße 211 zwischen Behringen und Wintermoor. Aufgrund seiner Straßenanbindung und seiner Wandererparkplätze dient Haverbeck insbesondere als Ausgangspunkt zum Besuch des etwa vier Kilometer östlich gelegenen Wilseder Berges mit dem Heidedorf Wilsede und dem Totengrund. Die umliegenden Heideflächen können zu Fuß, mit dem Fahrrad oder mit der Kutsche erreicht werden.
Niederhaverbeck wird vom Bach Haverbeeke durchflossen, der namensgebend für den Ort Haverbeck war und hier zu einem Löschwasserteich angestaut ist. Durch Niederhaverbeck führt der 223 km lange Fernwanderweg Heidschnuckenweg, der von Hamburg-Fischbeck nach Celle führt. Um Oberhaverbeck und Niederhaverbeck gibt es noch mehrere alte Schafställe, die bis heute vom Verein Naturschutzpark zum Unterstellen der eigenen Heidschnuckenherden genutzt werden.

## Geschichte

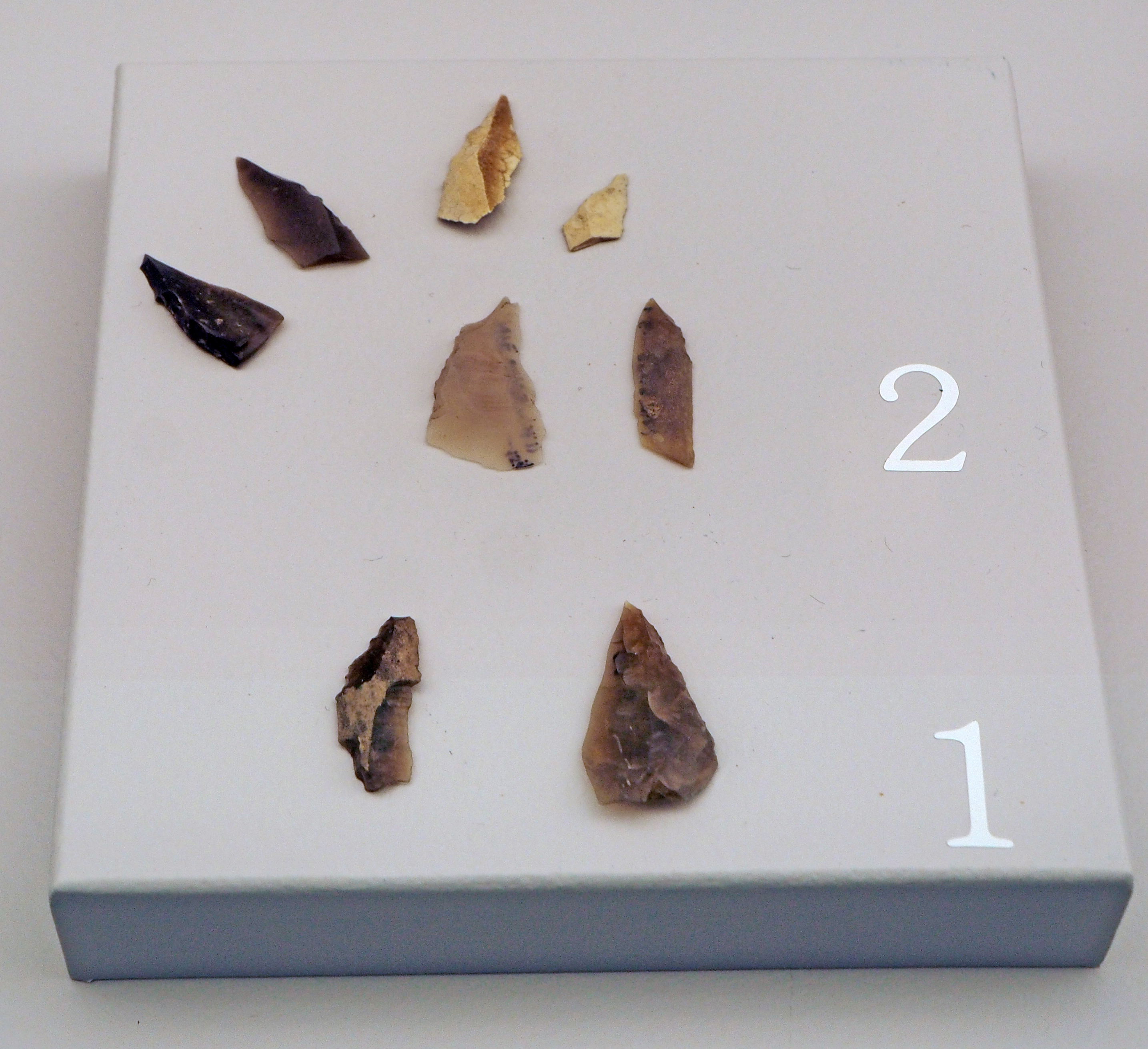
Flinteinsätze – Dreiecke (1), Spitzen (2)

Bei Niederhaverbeck wurden verschiedene archäologische Fundstücke aus der frühen Mittelsteinzeit ausgegraben. Die Flinteinsätze für Pfeil und Speer sind etwa 11.000 bis 11.600 Jahre alt. Sie sind heute im Landesmuseum Hannover Abteilung „Menschenwelten“ zu sehen.

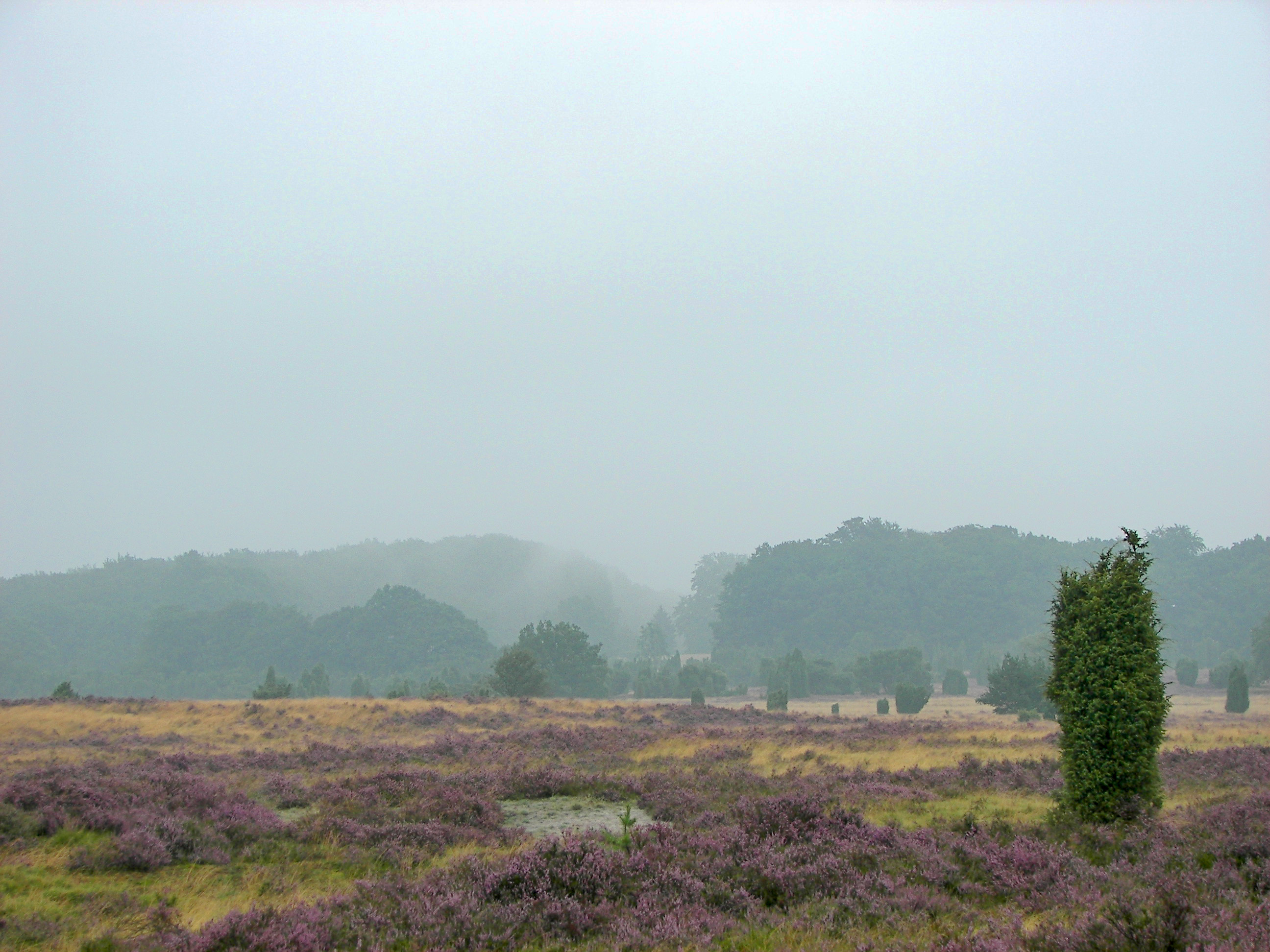
Heidelandschaft bei Niederhaverbeck

Die erste urkundliche Erwähnung des Dorfes Haverbeck erfolgte 1193, als es als Teil des Kirchspieles Bispingen an den Bischof von Verden verkauft wurde. In Niederhaverbeck und Oberhaverbeck sind Strukturen vorindustrieller Heidedörfer erhalten geblieben, in denen sich noch Speicher und alte Gehöfte finden. Es sind lockere Haufendörfer, die ohne scharfe Grenze in die umliegende Landschaft übergehen. Die einzelnen von Bäumen umgebenen Höfe liegen verstreut ohne sichtbare Ordnung verteilt. Es existieren einige Gasthäuser, die meistens aus ehemaligen Vollhöfen hervorgegangen sind. In Niederhaverbeck unterhält der Verein Naturschutzpark als Betriebsstelle einen Gebäudekomplex mit Schafstall, von dem aus die umgebende Heidelandschaft unterhalten und gepflegt wird.

## Politik
Ortsvorsteher von Haverbeck ist Hans-Peter Bockelmann.

## Kultur und Sehenswürdigkeiten
Siehe auch: Liste der Bodendenkmale in Bispingen#Haverbeck
- Naturinformationshaus des Vereins Naturschutzpark als Informationszentrum zur Lüneburger Heide
- Naturlehrpfad durch das Tal der Haverbeeke
- Fürstengrab als neolithisches Hügelgrab
- Steinerne Brücke aus bearbeiteten Findlingsblöcken über die Haverbeeke[2]

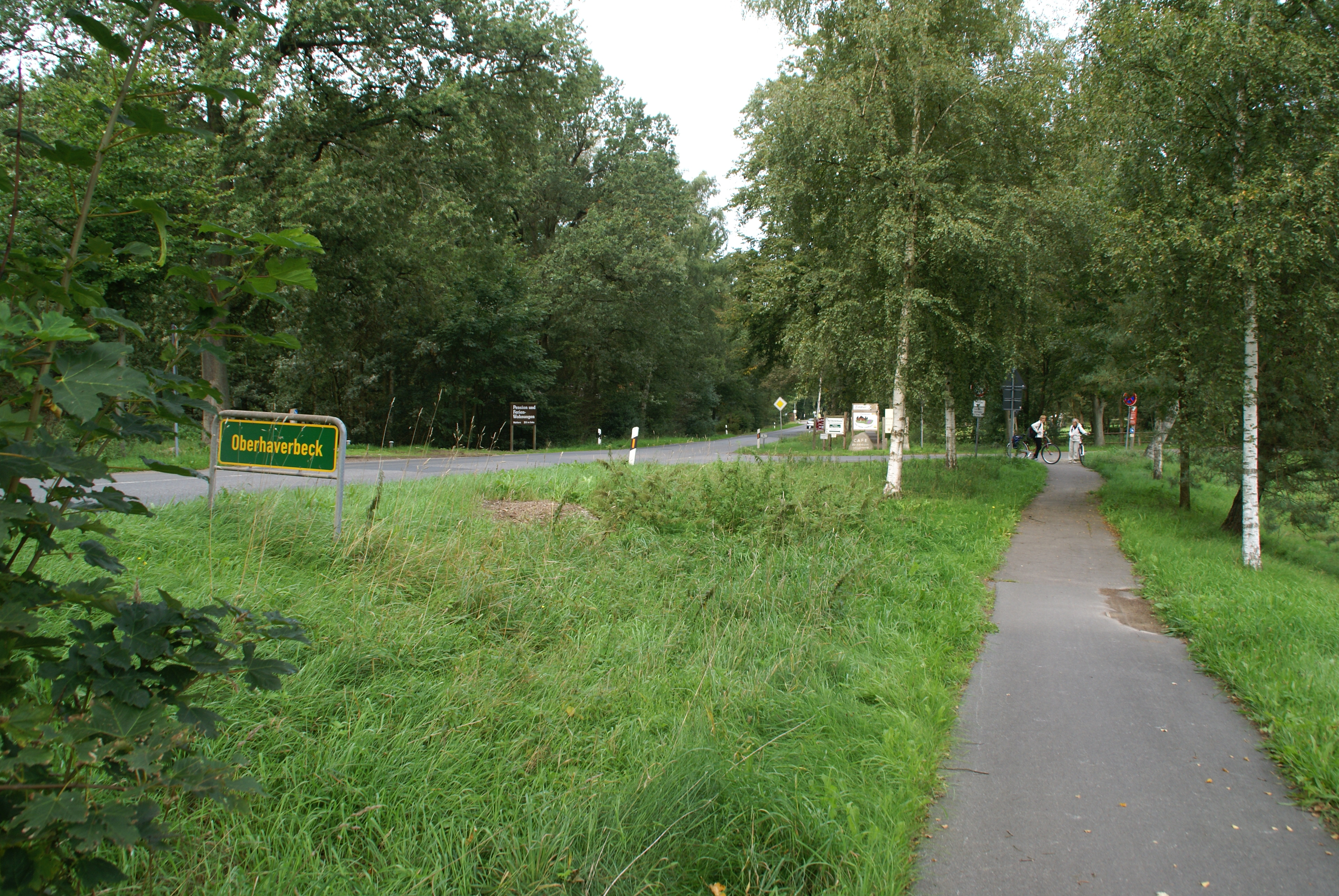
Ortsschild von Oberhaverbeck
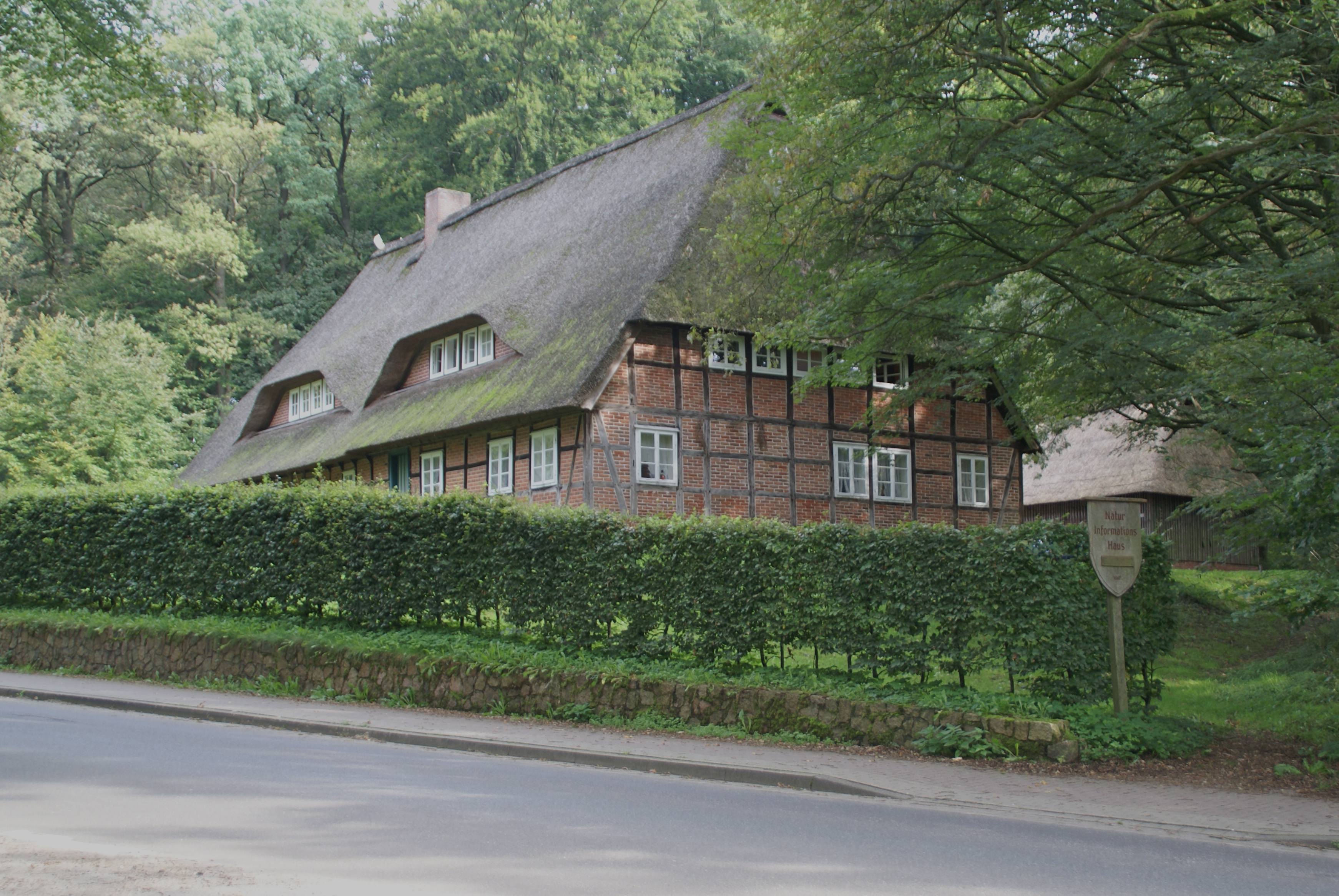
Naturinformationshaus in Niederhaverbeck
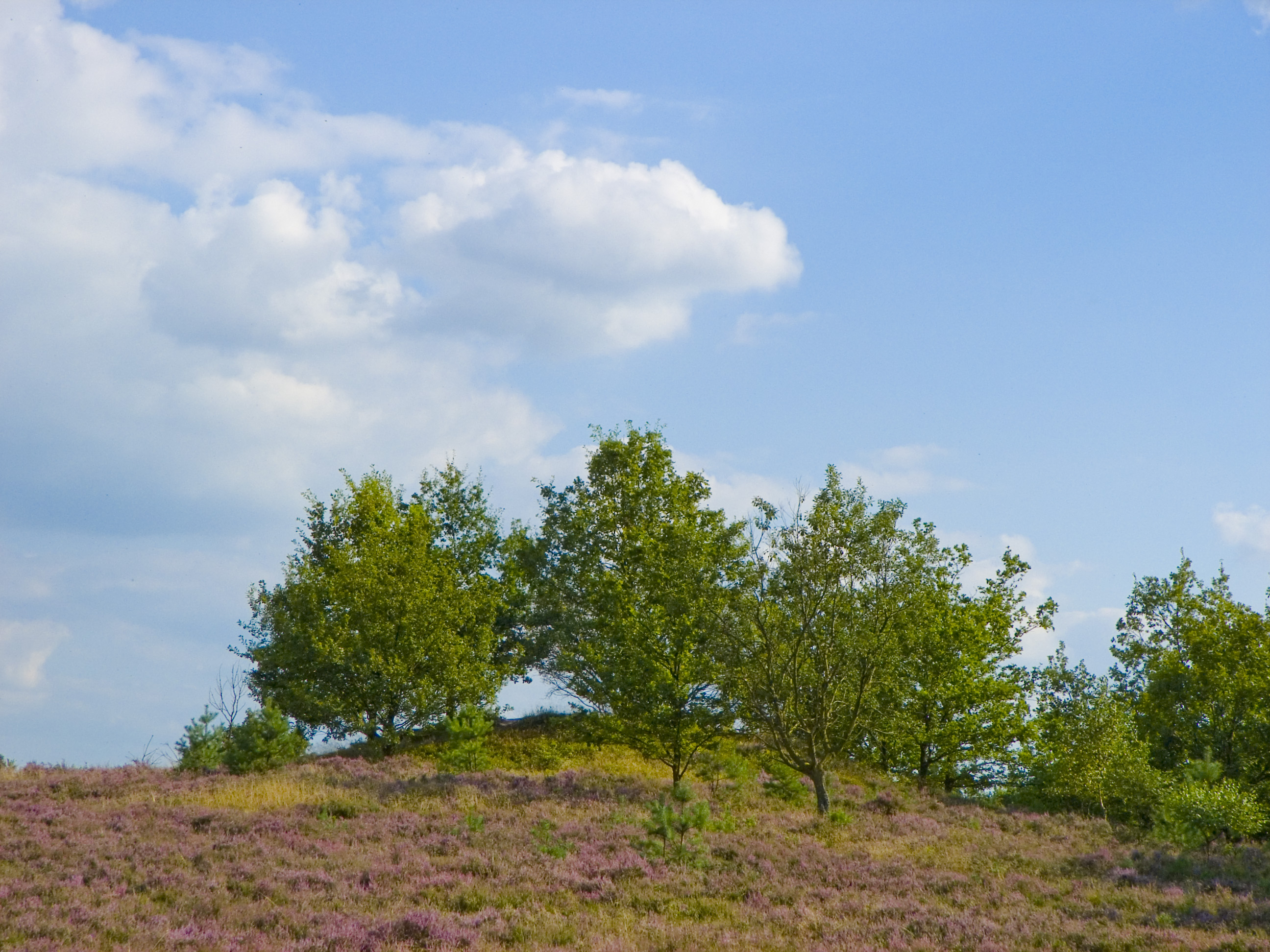
Fürstengrab bei Niederhaverbeck
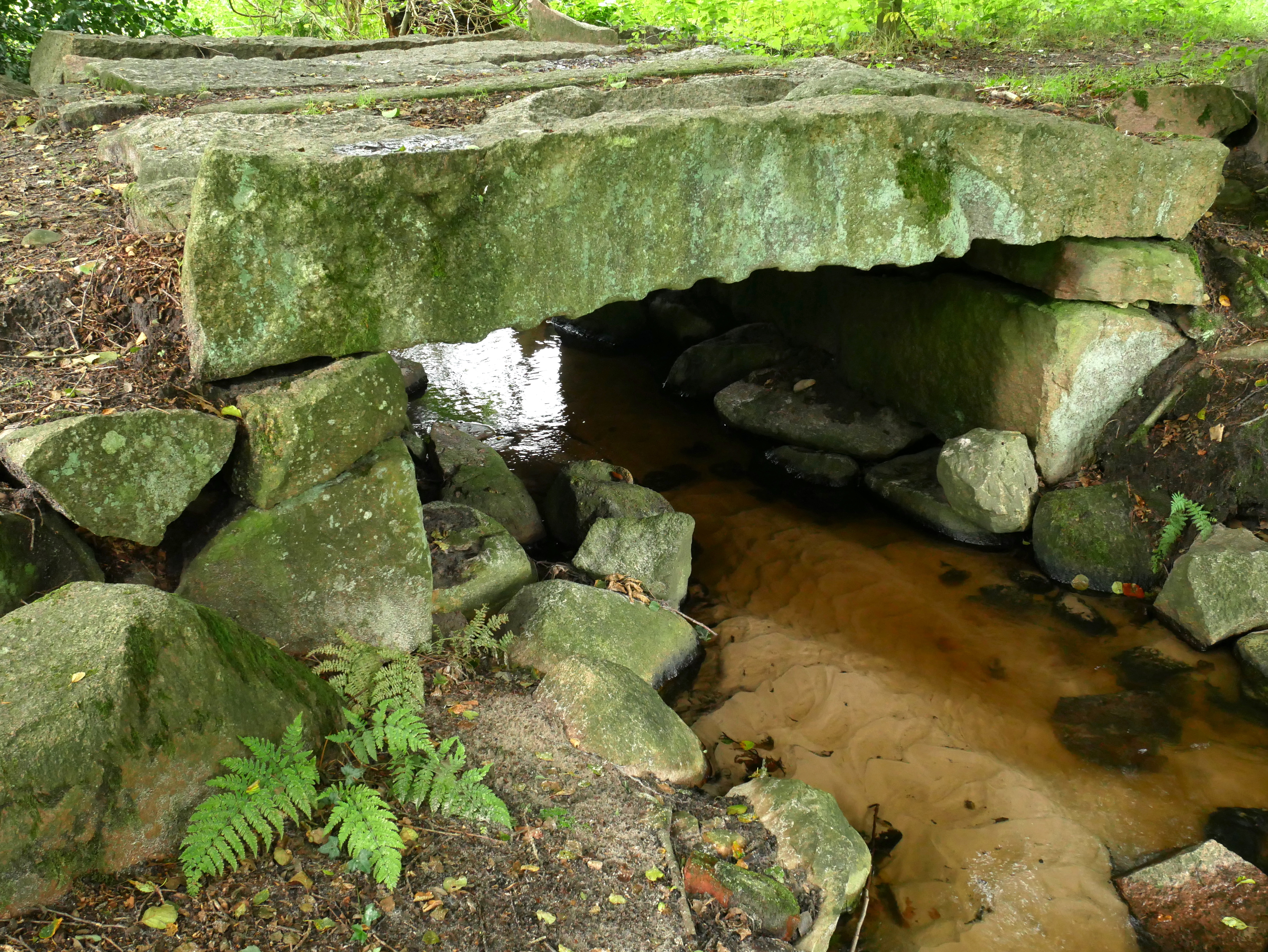
Steinerne Brücke über die Haverbeeke